# Ecalesie
Le Ecalèsie (in greco antico: Ἑκαλήσια?, Hekalésia) erano feste dell'antica Atene che, secondo la leggenda, furono istituite dal mitico re Teseo in onore di Ecale, una vecchia donna che l'aveva ospitato e aiutato quando lui era andato a Maratona a lottare con il toro cretese; quando, tornato vittorioso, la trovò morta, si decise ad onorarla in segno di gratitudine.
Il mito è narrato nell'epillio di Callimaco che porta il nome della donna.